# Romane Bernies
Romane Bernies (Agen, 27 de junho de 1993) é uma jogadora de basquete francesa.

## Carreira
Depois de praticar atletismo desde os 6 anos e outros esportes, ela experimentou o basquete aos 9 anos em Passage d'Agen. Ela ingressou no Foulayronnes de 2005 a 2006 e depois no Temple-sur-Lot de 2006 a 2008 e ingressou no Pôle Espoirs Aquitaine de Mont-de-Marsan por um ano antes de ingressar no Bourges Espoirs em 2008. Ela ganhou o Coupe de France Cadettes em 2009 e 2010 e o Campeonato Francês em 2009.
Em 2013-2014, ela terminou em quarto lugar na Euroliga 10 com o Bourges, jogando 16 partidas para 3,1 pontos, 1,4 rebotes e 1,4 assistências em média. O Bourges conquistou sua oitava Copa da França em 2014 contra o Villeneuve-d'Ascq por 57 pontos a 48. Suas boas atuações pelo Bourges lhe renderam uma vaga na pré-seleção de 24 jogadoras da seleção francesa anunciada em 16 de maio de 2014.
Nos Jogos Olímpicos de Verão de 2024, em Paris, conquistou a medalha de prata no torneio feminino do basquetebol, após confronto na final contra a equipe dos Estados Unidos.